# Lee Yu-bin
Lee Yu-bin (* 23. April 2001 in Bucheon) ist eine südkoreanische Shorttrackerin.

## Werdegang
Lee startete international erstmals im Januar 2016 bei den Juniorenweltmeisterschaften in Sofia. Dabei gewann sie, mit Platz drei über 1000 m und jeweils Platz zwei über 500 m und im 1500-m-Superfinale, die Bronzemedaille im Mehrkampf und mit der Staffel über 3000 m die Silbermedaille. Im folgenden Jahr holte sie bei den Juniorenweltmeisterschaften in Innsbruck mit drei ersten Plätzen (500 m, 1000 m, 1500-m-Superfinale) Gold im Mehrkampf. 2017 schaffte Lee es erstmals in die Nationalmannschaft und startete zu Beginn der Saison 2017/18 in Dordrecht erstmals im Weltcup. Sie belegte dabei den dritten Platz über 1000 m. Beim folgenden Weltcup in Shanghai siegte sie mit der Staffel und errang über 1000 m den vierten Platz. Sie erreichte damit den sechsten Gesamtrang im Weltcup über 1000 m.
Im Februar 2018 nahm sie mit der südkoreanischen Damenstaffel an den Olympischen Winterspielen in Pyeongchang teil. Im Halbfinallauf über 3000 m stürzte sie gegen Anfang des Rennens, als noch 23 Runden zu laufen sind. Doch bis zum Schluss konnte die südkoreanische Staffel den Rückstand auf Kanada, Ungarn und Russland aufholen, gewann das Rennen und zog damit ins Finale ein. In dem Halbfinale lief Südkorea neuen olympischen Rekord. Das Rennen gilt als eines der dramatischsten in der südkoreanischen Shorttrack-Geschichte. Im Finale gehörte Lee nicht zu den vier Starterin. Stattdessen lief Kim A-lang. Die südkoreanische Staffel gewann letztlich die Goldmedaille. Im folgenden Monat holte sie bei den Weltmeisterschaften in Montreal ebenfalls die Goldmedaille mit der Staffel.
Bei den folgenden Ausscheidungswettbewerb zur südkoreanischen Nationalauswahl stürzte Lee und verletzte sich, weshalb sie die Veranstaltung nicht beenden konnte und es für die Saison 2018/19 nicht in die Nationalauswahl schaffte. Im darauffolgenden Jahr schaffte es Lee auf Platz 8 der Nationalauswahl, wodurch sie allerdings nicht automatisch für Weltcup-Wettbewerbe gesetzt ist, sondern lediglich eine Reservistenrolle innehat. Sie nutzte die Wiederaufnahme ins Nationalteam, um in Trainingszentrum der Nationalauswahl in Jincheon zu trainieren. Sie bereitete sich dort auf die Juniorenweltmeisterschaften vor. Doch da Kim A-lang die letzten beiden Weltcup-Wettbewerbe aussetzte, rückte Lee in den Weltcup nach und ließ die Juniorenweltmeisterschaften aus. Sie holte in Dordrecht über 1000 m ihren ersten Einzelsieg im Weltcup. Zudem wurde sie dort Dritte mit der Staffel. Sie beendete die Saison 2019/20 auf dem zehnten Platz der Weltcup-Wertung über 1000 m.
Durch die globale COVID-19-Pandemie fanden 2020 keine Ausscheidungsläufe zur Nationalauswahl statt. Bei den Ausscheidungsläufen im darauffolgenden Jahr im Mai 2021 renkte sie sich bei einem Sturz die Schulter aus. Sie nahm allerdings bis zum Schluss an den Läufen teil und schaffte es auf Position 4 der Nationalauswahl. Da die höherplatzierte Läuferin Shim Suk-hee jedoch suspendiert wurde und Kim Ji-yoo letztlich verletzungsbedingt fast die gesamte Saison 2021/22 absagen musste, rückte Lee quasi auf den zweiten Platz vor. Sie gewann zwei Weltcup-Rennen über die 1500 m, in Peking und Dordrecht, und schaffte es damit auf Platz 1 der Endjahreswertung für diese Distanz.
Bei den darauffolgenden Olympischen Winterspielen 2022 in Beijing erreichte sie den zweiten Platz und gewann somit die Silbermedaille im 3000-m-Staffellauf, zusammen mit Choi Min-jeong, Seo Whi-min und Kim A-lang. Nach den Olympischen Spielen gab sie bekannt, dass sie schmerzen in ihrem linken Knie und Waden habe und sagte deshalb ihre Teilnahme an den Shorttrack-Weltmeisterschaften 2022 ab. Wenige Wochen später nahm sie an der Ausscheidung zur Nationalauswahl teil. Sie schaffte es letztlich auf Position 7 in den Reservekader. Allerdings musste sie den Großteil der Saison absagen, da sie immer noch mit ihren Knien zu kämpfen hat. Im Herbst wurde sie operiert.
Für die darauffolgende Saison 2023/24 trat sie dem Team Uijeongbu City Hall bei und trat damit nicht mehr in der Studentinnenklasse für die Yonsei University an. Bei der Ausscheidung zur Nationalauswahl belegte sie diesmal Position 8 der Nationalauswahl. Im darauffolgenden Jahr wechselte sie von Uijeongbu nach Goyang, verpasste es aber, sich bei den Ausscheidungsläufen für die südkoreanische Nationalauswahl zu qualifizieren.

## Persönliche Bestzeiten
| Distanz | Zeit         | Datum            | Ort       |
| ------- | ------------ | ---------------- | --------- |
| 500 m   | 43,718 s     | 16. Februar 2020 | Dordrecht |
| 1000 m  | 1:28,656 min | 8. Februar 2020  | Dresden   |
| 1500 m  | 2:16,112 min | 21. Oktober 2021 | Peking    |

## Weltcupsiege

### Weltcupsiege im Einzel
| Nr. | Datum             | Ort       | Disziplin |
| --- | ----------------- | --------- | --------- |
| 1.  | 15. Februar 2020  | Dordrecht | 1000 m    |
| 2.  | 23. Oktober 2021  | Peking    | 1500 m    |
| 3.  | 27. November 2021 | Dordrecht | 1500 m    |

### Weltcupsiege im Team
| Nr. | Datum             | Ort        |
| --- | ----------------- | ---------- |
| 1.  | 12. November 2017 | Shanghai 1 |